# رقیب پیشتاز
رقیب پیشتاز (به انگلیسی: The Front Runner) فیلم درام آمریکایی به کارگردانی جیسون رایتمن بر اساس کتابی از مت بای است که در نوامبر ۲۰۱۸ منتشر شد.